# Budhgaon
Budhgaon é uma vila no distrito de Sangli, no estado indiano de Maharashtra.

## Demografia
Segundo o censo de 2001, Budhgaon tinha uma população de 14,727 habitantes. Os indivíduos do sexo masculino constituem 53% da população e os do sexo feminino 47%. Budhgaon tem uma taxa de literacia de 76%, superior à média nacional de 59.5%; a literacia no sexo masculino é de 82% e no sexo feminino é de 69%. 11% da população está abaixo dos 6 anos de idade.